# Pseudoleptomesochrella
Pseudoleptomesochrella är ett släkte av kräftdjur som beskrevs av Lang 1965. Pseudoleptomesochrella ingår i familjen Ameiridae.
Kladogram enligt Catalogue of Life och Dyntaxa:
| Pseudoleptomesochrella | \| \| Pseudoleptomesochrella bisetosa \| \| \| \| \| \| Pseudoleptomesochrella brevifurca \| \| \| \| \| \| Pseudoleptomesochrella halophila \| \| \| \| \| \| Pseudoleptomesochrella incerta \| \| \| \| \| \| Pseudoleptomesochrella marina \| \| \| \| \| \| Pseudoleptomesochrella pontica \| \| \| \| |
|                        | \| \| Pseudoleptomesochrella bisetosa \| \| \| \| \| \| Pseudoleptomesochrella brevifurca \| \| \| \| \| \| Pseudoleptomesochrella halophila \| \| \| \| \| \| Pseudoleptomesochrella incerta \| \| \| \| \| \| Pseudoleptomesochrella marina \| \| \| \| \| \| Pseudoleptomesochrella pontica \| \| \| \| |
|                        | Pseudoleptomesochrella bisetosa |
|                        | |
|                        | Pseudoleptomesochrella brevifurca |
|                        | |
|                        | Pseudoleptomesochrella halophila |
|                        | |
|                        | Pseudoleptomesochrella incerta |
|                        | |
|                        | Pseudoleptomesochrella marina |
|                        | |
|                        | Pseudoleptomesochrella pontica |
|                        | |